# Basilika des Heiligen Erlösers
Die Basilika des Heiligen Erlösers (englisch Basilica of the Holy Redeemer, Tamil உலக இரட்சகர் பெருங்கோவில்) ist eine römisch-katholische Kirche in Tiruchirappalli im südindischen Bundesstaat Tamil Nadu. Die Kirche des Bistums Tiruchirappalli ist Jesus Christus als Erlöser geweiht und trägt den Titel einer Basilica minor.

## Geschichte
Erste christliche Spuren in der Region lassen sich bis in die frühen Jahrzehnte des 17. Jahrhunderts zurückverfolgen, als Jesuitenmissionare der Madurai-Mission das Christentum verbreiteten, die ersten Bekehrungen erfolgten 1616 in der Gegend. Zu den vielen Jesuitenmissionaren, die in der Madurai-Mission tätig waren, gehörten Roberto de Nobili und Constanzo Beschi.
Nach anderen Gemeindegründungen um die Marienkathedrale in Tiruchirappalli wurde für die 7500 Christen von Palakkarai eine eigene Kirche notwendig, zumal die näher gelegene Kirche Maria Schmerzen im heutigen Palayakoil nicht erreichbar war, da sie im Bereich der Verwaltung des portugiesischen Padroado lag. Bischof Alexis Canoz, SJ, legte am 9. Februar 1880 den Grundstein für die neue Kirche. Die Kirche des Allerheiligsten Erlösers wurde am 29. Juni 1881 vom Apostolischen Vikar von Puducherry geweiht. Das Land für den Bau der Kirche war ein Geschenk des örtlichen Herrschers Diwan Kanjamalai Medullar. Papst Benedikt XVI. erhob die Kirche des Allerheiligsten Erlösers am 12. Oktober 2006 in den Rang einer Basilica minor.

## Bauwerk
Über dem Eingang der weiß verputzten Kirche erhebt sich ein breiter Turm mit sechs Etagen. Die einschiffige Kirche ist beidseitig mit Reihen von Kapellen ausgestattet. Die Innenwände sind mit Ölgemälden von Heiligen und Szenen aus dem Alten und Neuen Testament geschmückt. Erwähnenswert ist das ikonenartige Bild von Maria der immerwährenden Hilfe.